# Нижня Лотарингія
Ни́жнє Лотари́нзьке герцогство (нім. Herzogtum Niederlothringen, нід. Hertogdom Neder-Lotharingen фр. Duché de Basse-Lotharingie) або Ни́жня Лотари́нгія (лат. Lotharingia inferior) — середньовічне герцогство у складі Священної Римської імперії. Нині його територія входить до складу Нідерландів, Бельгії та Франції.

## Історія
У 959 році в Лотарингії спалахнув великий заколот лотаринзької знаті, невдоволеної політикою герцога Лотаринзького та архієпископа Кельнського Бруно, що наказав руйнувати замки сеньйорів, які промишляли розбоєм, а також обклав знать великим податком. Заколот очолив колишній радник Бруно Іммон, сеньйор Шевремону. Для придушення заколоту і для стримування лотарингців на майбутнє, Бруно розділив герцогство на дві частини: Верхню Лотарингію (L. Mosellana) і Нижню Лотарингію (L. Mosana). Області Тріра, Меца, Туля й Вердена знаходились у безпосередній залежності від імператора. На чолі кожного герцогства Бруно поставив заступника з титулом «віцегерцог». Віцегерцогом Верхньої Лотарингії став граф Бара й Меца Фрідріх (Феррі) I (бл. 942—984), одружений з дочкою Гуго Великого, племінницею Бруно. Герцогом Нижньої Лотарингії став граф Ено Готфрід.
Про перших правителів Нижньої Лотарингії відомо небагато. Готфрід був відданим соратником герцога Бруно й помер від епідемії під час італійського походу імператора Оттона I 964 року. Після цього пост віцегерцога Нижньої Лотарингії кілька років лишався вакантним, тільки у 968 році віцегерцогом було призначено графа Ено Ріхера. По його смерті 973 року віцегерцога призначено не було.
У 978 році імператор Оттон II, що вирішив убезпечити Лотарингію від нападів короля Західно-Франкського королівства Лотара, який претендував на неї за правом своєї матері, вдови герцога Лотарингії Гізельберта, призначив герцогом Нижньої Лотарингії брата Лотара — Карла, який посварився з братом. Резиденцією нового герцога став Брюссель.
Після того, як королем Західно-Франкського королівства (Франції) у 987 році був обраний Гуго Капет, Карл, виключений свого часу з права спадкування, вирішив відвоювати собі французьку корону. У 990 році, передавши управління герцогством своєму сину Оттону, Карл почав війну проти Гуго Капета, захопив Реймс і Лан. Однак 29 березня 991 року його схопили завдяки віроломству єпископа Лана Асцеліна та разом з його молодшим сином Людовіком видали Гуго Капету, який ув'язнив Карла з дружиною та дітьми у фортеці в Орлеані. Карл у підсумку помер в ув'язненні.
Його син Оттон на відміну від батька не намагався оскаржувати права Капетингів на французький трон. Будучи близьким родичем (двоюрідним братом) імператора Оттона III, Оттон Нижньолотаринзький був його вірним васалом. Точний рік смерті Оттона невідомий. Можливо це сталось 1005 року. Спадкоємців він не залишив, пост герцога залишався вакантним до 1012 року.
Попри те, що на титул претендували Регінариди, граф Ено Реньє IV і його брат, граф Левена Ламберт I, імператор Генріх II призначив близько 1012 року новим герцогом графа Вердена Готфріда, батько якого, Готфрід Полонений, був одним з найнадійніших союзників імператорів у Лотарингії.
За часів правління Готфріда у Нижній Лотарингії вже почали з'являтись ознаки розпаду. Готфрід намагався боротись із місцевими правителями, що прагнули до самостійності. Проваджуючи політику умиротворення лотаринзької знаті, Готфрід у першу чергу спирався на своїх молодших братів — маркграфа Антверпена Гозело й маркграфа Енама Германа. Первинно йому довелось боротись проти графа Левена Ламберта I, якого підтримували племінник, граф Ено Реньє V, а також його родич графом Намюра Роберт II. Але 1015 року Готфрід у битві під Флореном розбив армію Ламберта й Роберта, при цьому Ламберт загинув.
У 1018 році Готфрід втягнувся у конфлікт імператора з графом Голландії Дірком III. Приводом до конфлікту послужило зведення замку Влардінген у гирлі Мааса, завдяки чому значно зменшились прибутки від торгівлі в Утрехті. Імператор Генріх II вирішив втрутитись й відрядив армію на чолі з герцогом Готфрідом. Однак битва під Влардінгеном 29 липня завершилась розгромом імперської армії, загинуло багато воєначальників, а сам герцог Готфрід потрапив у полон. У підсумку імператор був змушений відступитись від своїх вимог й укласти мир з Дірком, після чого Готфріда було звільнено. Перемога посилила позиції графів Голландії. Готфрід не залишив спадкоємців, тому після його смерті у 1023 році Нижню Лотарингію імператор Генріх II передав маркграфу Антверпена Гозело I, молодшому брату Готфріда.
Після смерті імператора Генріха II Гозело не одразу визнав нового правителя імперії, Конрада II. У 1033 році, коли після смерті герцога Верхньої Лотарингії Фрідріха III імператор Конрад II, що боровся проти графа Блуаського Еда II у суперечці за спадкування Бургундським королівством, передав Гозело й Верхню Лотарингію. Об'єднавши у своїх руках всю Лотарингію, Гозело значно посилив свої позиції.
Ед II де Блуа з 1033 року здійснював регулярні набіги на Лотарингію. У 1033 році було розграбовано єпископство Туль, те саме сталось й у 1037 році. У відповідь лотаринзька знать виступила проти Еда. Гозело, його старший син Готфрід, який 1025 року успадкував графство Верден, граф Меца Герхард IV і граф Намюра Альберт II, яких підтримували єпископ Льєжа та архієпископ Меца, 15 листопада 1037 року в битві поблизу Бар-ле-Дюк розбили армію Еда II де Блуа, а сам він загинув.
Гозело помер 1044 року. Імператор Генріх III скористався цим, щоб знову розділити Лотарингію. Верхню Лотарингію й Антверпенську марку отримав старший син Гозело Готфрід II, який у останні роки був співправителем батька, а Нижня Лотарингія була передана другому сину, Гозело II. Після цього долі обох герцогств розійшлись остаточно.
Недієздатного Гозело II вже у 1046 році змінив Фрідріх II Люксембурзький, син графа Люксембурга Фрідріха I. Фрідріх був вірною опорою імператорської влади у Нижній Лотарингії, однак він не міг протистояти поступовому розвалу герцогства.
Наступником померлого 1065 року Фрідріха став Готфрід II Бородатий, сын Гозело I. Готфрід, що раніше втратив Верхню Лотарингію в результаті повстання 1046 року, зберіг у своїх руках тільки Верден. Згодом він через шлюб придбав володіння у Північній Італії, що викликало невдоволення імператора Генріха III. Однак після смерті останнього Готфрід зміг домовитись про мир з імператрицею Агнесою де Пуатьє, регентшею імперії при малолітньому сині Генріху IV, яка пообіцяла Готфріду передати під його управління Нижню Лотарингію після смерті Фрідріха. При цьому Готфрід, зайнятий своїми планами в Італії, приділяв Лотарингії мало уваги. Він помер 1069 року.
Спадкоємець Готфріда Бородатого, Готфрід III Горбатий, на відміну від батька одним з найвідданіших прибічників імператора Генріха IV та його опору в Нижній Лотарингії, де намагався протистояти лотаринзьким князям, які прагнули до незалежності від імператорської знаті. Однак 1076 року Готфрід був смертельно поранений і помер в Утрехті.
Готфрід Горбатий фактично був останнім герцогом Нижньої Лотарингії, що мав там реальну владу. Титул герцога зберігався ще упродовж століття, однак поступово він став пустою назвою. Спочатку імператор передав титул своєму малолітньому сину Конраду, призначивши при ньому віцегерцогом графа Намюра Альберта III, однак 1088 року титул було передано Готфріду Бульйонському, племіннику Готфріда Горбатого, але жодної реальної влади Готфрід Бульйонський не мав. Йому належали тільки Верден й Антверпенська марка, а у Нижній Лотарингії за владу боролись графи Ено, Намюра, Голландії, а також граф Фландрії, який прагнув розширити свої володіння за рахунок імперських земель. У 1096 році Готфрід, вирушаючи у Перший хрестовий похід, продав свої володіння Льєзькому єпископу.
Герцогський титул лишався вакантним до 1101 року. У цей самий час тривала боротьба між імператором Генріхом IV та його сином Генріхом V за владу у Священній Римській імперії. Тільки 1001 року імператор призначив герцогом графа Лімбурга Генріха I, який підтримував його у боротьбі проти сина.
Генріх Лімбурзький залишався вірним прибічником імператора до самої його смерті 1106 року. Після цього Генріх V атакував володіння прибічників батька. Лімбург було взято, а Генріх Лімбурзький був ув'язнений, однак йому вдалось втекти, і він знову вступив у боротьбу за Нижню Лотарингію, але безуспішно. У підсумку йому довелось укласти мир із Генріхом V та графом Левена Готфрідом, якому Генріх V дарував титул Герцога Лотарингії. У підсумку Генріх зберіг за собою герцогський титул і став йменуватись герцогом Лімбурзьким. Це не завадило Генріху продовжити боротьбу проти Готфріда Левенського, але особливого успіху він не досягнув.
Нащадки Генріха Лімбурзького й Готфріда Левенського продовжили його боротьбу і сперечались за титул герцога Нижньої Лотарингії з представниками Левенського дому майже до кінця XII століття. Однак реальної влади в Нижній Лотарингії герцоги не мали, а саме герцогство фактично розвалилось на низку світських і духовних князівств.
Після смерті 1190 року графа Левена й герцога Нижньої Лотарингії Готфріда III (VII) титул герцога Нижньої Лотарингії було оголошено таким, що не має правління. Син Готфріда, Генріх I, ще за життя батька отримав титул герцога Брабанту. Незважаючи на знищення титулу Генріх і його племінники аж до кінця Ancien Régime формально носили й титул герцога Нижньої Лотарингії (Лотьє).

## Список правителів Нижньої Лотарингії

### Віцегерцоги Нижньої Лотарингії
Матфрідінги
- 959—964: Готфрід (Жоффруа) (I) (пом. 964), граф Ено (Геннегау) з 958, граф Юліхгау, віцегерцог Нижньої Лотарингії з 959
- 964—968: вакант
- 968—973: Ріхер (ум. 973), граф Лютіхгау, граф Ено (Геннегау) з 964, віцегерцог Нижньої Лотарингії з 968
- 973—978: вакант

### Герцоги Нижньої Лотарингії
Каролінги
- 978—991: Карл I (пом. після 992), герцог Нижньої Лотарингії з 978, син Людовіка IV Заморського, короля Західно-Франкського королівства, й Герберги Саксонської, вдови Гізельберта, герцога Лотарингії
- 991—1005/1012: Оттон (II) (пом. 1005/1012), герцог Нижньої Лотарингії з 993, син Карла I

Арденський дім (Вігеріхіди), Верденська лінія
- 1012—1023: Готфрід (Жоффруа) II (I) (пом. 1023), граф Вердена (Готфрід II) з 998, герцог Нижньої Лотарингії з 1012, син Готфріда I Полоненого, графа Вердена
- 1023—1044: Гозело I (бл. 970—1044), герцог Нижньої Лотарингії з 1023, герцог Верхньої Лотарингії з 1033, брат Готфріда II
- 1044—1046: Гозело II (бл. 1008—1046), герцог Нижньої Лотарингії з 1044, син Гозело I

Арденський дім (Вігеріхіди), Люксембурзька лінія
- 1046—1065: Фрідріх II Люксембурзький (1003—1065), герцог Нижньої Лотарингії з 1046, син графа Фрідріха I Люксембурзького

Арденський дім (Вігеріхіди), Верденська лінія
- 1065—1069: Готфрід (Жоффруа) II Бородатий (пом. 1069), герцог Верхньої Лотарингії 1044—1047, герцог Нижньої Лотарингії з 1065, син Гозело I
- 1069—1076: Готфрід (Жоффруа) III Горбатий (бл. 1040—1076), герцог Нижньої Лотарингії з 1069, син Готфрід II

Салічна (Франконська) династія
- 1076—1089: Конрад II (1074—1101), король Італії 1093—1098, анти-король Німеччини 1087—1098, герцог Нижньої Лотарингії і маркграф Туріна 1076—1089 син імператора Генріха IV: віцегерцог : Альберт III Намюрський (бл. 1035—1102), граф Намюра з 1063, регент (віцегерцог) Нижньої Лотарингії 1076—1089

Булонський дім
- 1089—1096: Готфрід (Жоффруа) IV Бульйонський (бл. 1060—1100), граф Бульйонський, герцог Нижньої Лотарингії з 1089, син Есташа II, графа Булоні, та Іди, дочки герцога Готфріда III Бородатого

У 1096 році Готфрід Бульйонський заклав герцогство, вирушаючи у хрестовий похід. Після його смерті за титул герцога Нижньої Лотарингії сперечались Лімбурзький і Левенський доми.

### Титулярні герцоги Нижньої Лотарингії
Лімбурзький дім
- 1101—1106: Генріх II Лімбурзький (пом. 1119), граф Арлона й Лімбурга (Генріх I) з 1081, герцог Нижньої Лотарингії 1101—1106, онук Фрідріха II Люксембурзького

Левенський дім
- 1106—1125: Готфрід (Жоффруа) V Сміливий (1060—1140), граф Левена та Брюсселя (Годфрід I) з 1095, ландграф Брабанту з 1095, маркграф Антверпена, герцог Нижньої Лотарингії 1106—1125, 1138—1140

Лімбурзький дім
- 1125—1138: Вальрам (Валеран) Лімбурзький (пом. 1139), граф Арлона і герцог Лімбурга з 1119, герцог Нижньої Лотарингії 1125—1138, син Генріха Лімбурзького

Левенський дім
- 1138—1140: Готфрід (Жоффруа) V Сміливий, повторно
- 1140—1143: Готфрід (Жоффруа) VI (пом. 1143), граф Левена і ландграф Брабанту (Готфрід II) з 1140, герцог Нижньої Лотарингії з 1140, син Готфріда V Сміливого
- 1143—1190: Готфрід VII, граф Левена, маркграф Брабанту (Готфрід III), герцог Нижньої Лотарингії з 1143, син Готфріда VI

## Князівства, що входили до складу Нижньої Лотарингії
Світські князівства
- Антверпенська марка
- Арлонсько графство
- Брабантська марка
- Енамська марка
- Голландське графство
- Клевське графство
- Лімбург, потім Лімбурзьке герцогство
- Графство Лооз
- Левенське графство (з 1183 року разом із Брабантською маркою утворювало Брабантське герцогство)
- Люксембурзьке графство
- Намюрське графство
- Графство Ено (Геннегау)
  - Графство Монс
  - Валансьєнська марка

Духовні князівства
- Камбрейське єпископство
- Кельнське архієпископство
- Льєзьке єпископство
- Утрехтське єпископство